# Присталова, Анна Станиславовна
Анна Станиславовна Присталова (род. 2 декабря 1993 года) — российская конькобежка. Мастер спорта России (2012).

## Спортивная карьера
Воспитанница Детско-юношеской спортивной школы №19 «Детский стадион» г. Екатеринбурга с 2002 года.
Тренер - Артамонов Александр Леонидович. Представляет Свердловскую область. В 2012 году выполнила нормативы мастера спорта.
В 2012 году попала в состав молодежной сборной России и принимала участие в Юниорских Кубках Мира по конькобежному спорту. На Первом Кубке Мира среди юниоров выступала на дистанции 3000 метров и заняла 7 место. На Втором Кубке Мира среди юниоров стала 11. В том же сезоне на Первенстве России среди юниоров сезона 2012-2013 в сумме многоборья заняла 5 место (500м - 42,26	(7), 1500м - 2.06,80 (7), 1000м - 1.23,00 (5), 3000м - 4.28,63 (2).
Представляющая Свердловскую область Анна Присталова на Финале кубков России оказалась на верхней ступеньке пьедестала по результатам забегов на «полуторке» у юниорок, а также в масс-старте на 8 кругов.
В сезоне 2013-2014 стала второй по итогам Финала Кубка России по конькобежному спорту 2014, на Чемпионате России по отдельным дистанциям 2014 заняла второе место в командной гонке, на Чемпионате России по классическому многоборью стала шестой .
Воспитанница детско-юношеской спортивной школы № 19 Анна Присталова выиграла бронзовую медаль в командной гонке на шесть кругов и золотую медаль в командном спринте на чемпионате мира среди студентов по конькобежному спорту. Соревнования проходили с 3 по 6 марта 2016 года в Италии, в городе Базельга ди Пине.